# Паја Путник
Паја Путник (Ново Село, 28. јул 1828 — Београд, 2. април 1900.) је био српски потпуковник.

## Биографија
Родио се у банатском Новом Селу у лето 1828. године, где му је онда отац Михаил радио као српски народни учитељ. Основну школу похађао је у Опову, где му је отац прешао да буде парох. Немачку основну школу је завршио у Панчеву а гимназију у Карловцима. Матурирао је у Карловцима о Св. Илији 1846. године. Филозофију је слушао у Сегедину (прву годину) и Пешти (другу годину). За време мартовски револуционарних догађаја у Пешти демонстрирали су и Срби. Барјак је из "Текелијанума" понео и вратио га, идући по граду на челу поворке Срба управо Паја Путник, млади филозоф. Године 1848. године напушта школовање и придружује се српском покрету у Војводини.
Са својим друговима ђацима учествовао је маја 1848. године на Мајској скупштини у Карловцима. Прикључио се затим српској народној војсци у Срему и од ађутанта заслугама постао народни поручник. Учествовао у ратним окршајима против Мађара код Ечке, Томашевца, Новог Села, Панчева, Меленаца, Старог Бечеја, Хеђеша, Уздина и два пута код Новог Бечеја. У бици против Мађара код Јарковца, где се истакао великим јунаштвом и храброшћу. Био је одликован. Примљен је 1849. године у аустријску војску као подпоручник II класе. Напредовао је и 1854. године добија чин поручника I класе, а 24. јуна 1859. године постаје поручник. Као царски официр отишао је 1859. године с војском у Италију, где се храбро борио код Мелењана и Солферина, и добио капетански чин. Премештен је 1863. године у Прву Личку граничарску регименту. Након тога даје оставку и пензионисан је 1865. године. Био је неко време капетан града Панчева, па је онда прешао у Србију.

## У Србији
Ту је узео учешћа у сва три рата која је Србија водила у последње три деценије 19. века. Ушао је 20. априла 1876. године у састав српске војске са чином пешадијског капетана I класе. Придодат је српским резервним четама у Шапцу. Затим је 19. јуна постављен за команданта Друге полубригаде дринских добровољаца. За време првог српско-турског рата 23. јуна 1876. године мајор Влајковић и капетан Паја Путник ослободили су Бијељину, па се по наредби повукли у Србију. Године 1877. био је командант Ужичке бригаде и командант центра Јаворског кора. Након успешних борби са Турцима унапређен је у чин мајора, па подпуковника. Априла 1881. године Путник је са места команданта Ужичке окр. војске прешао на место команданта Пиротске окр. војске. Најдуже је био стациониран са службом у окр. команди у Ваљеву.
Током каријере у Србији имао је проблема са претпостављеним старешинама. Активирао се пред рат са Бугарском у којем је и учествовао. Краљ Милан је 28. маја 1888. године на предлог министра војног ставио Пају "у стање недејства". По дисциплинској казни остао је нераспоређен следећу годину дана. Због заслуга на бојном пољу добио је чин пешадијског подпуковника српске војске. Пензионисан је Паја ("прешао стање покоја") у том чину 8. јуна 1889. године. То није било довољно Путнику, који се обратио Народној скупштини Краљевине Србије. У молби од новембра 1890. године тражио је да му се у пензијски стаж узму и године службе одслужене у граничарској војсци.
Паја Путник је био посвећен војној књижевности, и објавио неколико наслова, између 1874-1895. године. Објавио је књигу "Мисли о војеној организацији Србије" 1875. године у Панчеву. Описао је "Бој на Међашима" 1900. године.
Није се женио, нити је оставио порода, био је велики особењак. Породица из Баната га је жалила јер је у Србији "лоше прошао". Син војводе Стевана Книћанина - Андра био је ађутант Пајин, а због неслагања је написао више памфлета против свог надређеног. У старости је Паја постао неприступачан будући огорчен; лето је проводио усамљен по српским бањама и кафанама. По сроднику (по баби) Милошу Црњанском, када би му се неко обратио, умео је да каже: Је ли господин Србин? Онда немамо шта да разговарамо.
Преминуо је 1900. године у Београду на Цвети, у војној болници. Године 1902. скупљани су у Београду, преко Франца Штибнера гостионичара прилози за подизање споменика Паји Путнику у Београду. Верује се да је оставио доста својих бележака у рукопису, а нешто од тога је и штампао у појединим књижевним листовима.